# SeaWorld
SeaWorld Entertainment Inc. (literalmente, Mundo Mar), SeaWorld es una cadena estadounidense de parques temáticos con sede en Orlando, Florida.  Es propietario de parques de mamíferos marinos, oceanarios, parques temáticos de animales y centros de rehabilitación propiedad de SeaWorld Parks & Entertainment (un parque será propiedad y estará operado por Miral bajo una licencia).  Los parques cuentan con espectáculos de orcas, leones marinos y delfines y exhibiciones zoológicas con otros animales marinos.  Hay operaciones ubicadas dentro de los Estados Unidos en Orlando, Florida;  San Diego, California;  San Antonio (Texas);  más tarde fuera de los Estados Unidos, Abu Dhabi, Emiratos Árabes Unidos.  El 5 de marzo de 2007, SeaWorld Orlando anunció la incorporación del parque acuático Aquatica a su parque de aventuras, que ya incluye SeaWorld y Discovery Cove.

## Historia

### Época dorada (1964-1990)
Desde su fundación, uno de los activos del parque eran la exhibición de animales marinos capturados en libertad para ofrecer espectáculos relacionados con las orcas, los leones marinos y los delfines, llegando a generar hasta 120.000 puestos de trabajos.

### Inicio de la decadencia (2009-2012)
En 1991, en uno de los parques de la compañía, una de las entrenadoras murió ahogada después de que Tilikum, una de las principales orcas del parque, la cogiera y zarandeara hasta el fondo de la piscina cuando esta se precipitó en el agua. Este evento, empezó a generar preguntas sobre las consecuencias de mantener este tipo de mamíferos salvajes tan voluminosos, en espacios tan reducidos y con una carga de estrés tan alta y que, unos años más tarde, en 2009 y en otra vez en 2010, dos trabajadores más terminarían muriendo a causa de las condiciones a las que se les sometía, unos eventos que empezaron a iniciar investigaciones y alzar las críticas hacia la compañía, empezando a llegar las denuncias por parte de colectivos animalistas como Personas por el Trato Ético de los Animales (PETA), tanto por el método usado para capturar a esos mamíferos en la naturaleza, su retención en piscinas que representan el 0,001% de su hábitat, por no poder desarrollar sus relaciones al ser animales muy sociales y con grandes lazos familiares y de grupo, y por la muerte precoz de más de 30 ejemplares dentro de sus distintas instalaciones. La muerte de la trabajadora en el año 2010, fue presenciada por los turistas que asistían al espectáculo incluso por Gabriela Cowperthwaite, quien había traído sus hijos al parque y quien posteriormente, empezó a indagar hasta elaborar el documental Blackfish, un film que significaría un antes y después en la historia de la compañía. Trabajadores destacados de SeaWorld, como John Hargrovee, quien fue entrenador de estos grandes mamíferos durante 12 años, empezaron a denunciar lo que transcurría en las instalaciones y que, a pesar de los intentos para domesticarlos, el estrés, aburrimiento y el forzarlos a realizar "trucos" con ellos, les provocaba unas actitudes cada vez más violentas hacia los que tenían que ser sus cuidadores, como es el caso de Hargrovee, quien más tarde sería el autor de un libro contando el por qué deben seguir viviendo libres.

### Efecto Blackfish, un punto de inflexión (2013)
En 2013 se estrenó el documental Blackfish a nivel mundial donde se denunciaba las prácticas que se realizaban tanto en Sea World, como en otros como Loro Parque de las Islas Canarias, así como explicar el motivo de las reacciones de estos grandes mamíferos después de ser sometidas a realizar unas actividades innatas bajo presión. Uno de los protagonistas del documental, era también uno de los emblemas del parque, la orca Tilikum, capturada cuando nadaba junto a su familia en las aguas de Islandia en 1983 y protagonista de 3 incidentes que costaron la vida a tres trabajadores, se convirtió en un emblema para la liberación tanto de ella como de las demás especies retenidas en cautividad. También se alineaba con la idea de que los animales en cautivero, tenían que ser transferidos a santuarios marinos, unas zonas protegidas cuyas características serían lo más similares a su hábitat natural, si bien suelen tener una superficie acotada más reducida.
Las críticas se transformaron en la retirada de marcas que se publicitaban se empezaran a rescindir sus contratos, como Taco Bell, Asociación Automovilística Estadounidense y empresas que tenían contratos de colaboración, como fabricantes de juguetes líderes del sector, tales como Mattel, quienes poseían licencia oficial para crear juguetes como modelos de su muñeca Barbie en el rol de trabajadoras de sus complejos, dejaran de fabricarlos. El descontento también llegó al mundo de la música, con bandas como 38 Special, Barenaked Ladies, Martina McBride, Trisha Yearwood, REO Speedwagon y el guitarrista Willie Nelson entre otros, cancelando sus números de espectáculos de música en vivo en sus instalaciones o conciertos promovidos por SeaWorld. El impacto social generado a través del documental y posteriores libros y coberturas informativas, también llegó a que actores como Matt Damon, Russell Brand, Ewan McGregor u Olivia Wilde, mientras que la primatóloga y mensajera de la paz por la ONU, Jane Goodall iba más allá pidiendo el cierre total de las instalaciones.

### Efecto BlackFish: consecuencias
Las consecuencias en los siguientes dos años, con voces críticas hacia el modelo de negocio, provocaron un impacto económico en la compañía que llegó a un descenso de los ingresos del 84% y una caída en sus acciones en bolsa. Por su parte, SeaWorld negó todas las malas prácticas, denuncias y cámaras ocultas en un comunicado en una sección nueva creada por el nuevo director ejecutivo, Joel Manby que tomó el mando de SeaWorld después de que Jim Atchison resignase; una nueva campaña publicitaria llamada "SeaWorld Cares" (literalmente, Sea World cuida), en la que la compañía empezó a invertir millones en marketing con el fin de reflotar su imagen, para dar una cara más humana tras la polémica. A dicha campaña la organización de derechos de los animales, PETA, respondió con una contracampaña llamada "SeaWorld Hurts" (literalmente, SeaWorld hace daño) donde expusieron su punto de vista y desacuerdo con la nueva campaña de marketing ideada por el cambio en la dirección de la compañía.
No obstante, las consecuencias a efectos prácticos en el desarrollo de la empresa, tomaron forma en 2016 cuando la dirección de la compañía finalmente anunció que terminaría con su programa de cría de orcas, después de una presión sostenida desde 2013 en relación con este negocio y la crueldad hacia los animales, pero negándose a devolverlos a su hábitat natural alegando que después de tantos años en cautiverio, no sobrevivirían otra vez en libertad y todavía menos, las que nacieron en cautiverio.
En 2017, la compañía anunció el cese de los espectáculos acuáticos con los mamíferos que todavía les quedan, empezando por San Diego una medida que posteriormente se vería respaldada con el anuncio de empresas líderes en el sector de los viajes de ocio como TripAdvisor y Virgin, al anunciar que dejarían de promocionar y vender entradas o paquetes vacacionales tanto para SeaWorld, como todos aquellos lugares donde se lucrasen a costa de fauna salvaje que estuvieran mantenidos en cautiverio y/o en situaciones de esclavitud.
Tilikum, uno de los emblemas de SeaWorld y de las protagonistas del documental, terminó falleciendo el 6 de enero de 2017. A pesar de que Sea World anunció que no criaría más ejemplares, el 8 de marzo de 2017, la compañía anunció el nacimiento de lo que será la última cría en cautividad puesto que su madre, Takara, una orca de 25 años originaria de SeaWorld San Diego, estaba embarazada antes de que se anunciara el cese de la cría de más cetáceos, convirtiéndose en la última generación de orcas que nacería en una de sus instalaciones.

## Parques del grupo
Parques principales:
- SeaWorld San Antonio, en el estado deTexas.
- SeaWorld San Diego, en el estado de California
- SeaWorld Orlando, en el estado de Florida.

Parques secundarios:
- Acuática y Busch gardens en Tampa en Florida.
- Busch Gardens Williamsburg Discovery Cove Orlando
- Aquatica Orlando.
- Aquatica San Antonio.
- Aquatica San Diego.
- Adventure Island.
- Tampa Water Country USA.
- Williamsburg Sesame Place Langhome.
- Anteriormente contó con un duodécimo parque en Aurora (Ohio).